# Správní obvod obce s rozšířenou působností Frýdlant
Správní obvod obce s rozšířenou působností Frýdlant je od 1. ledna 2003 jedním ze tří správních obvodů rozšířené působnosti obcí v okrese Liberec v Libereckém kraji na severu České republiky. Čítá osmnáct obcí, z nich čtyři mají status města. Zahrnuje oblast Frýdlantského výběžku na severu republiky a jeho centrem je město Frýdlant.
Města Frýdlant a Nové Město pod Smrkem jsou obcemi s pověřeným obecním úřadem.

## Seznam obcí

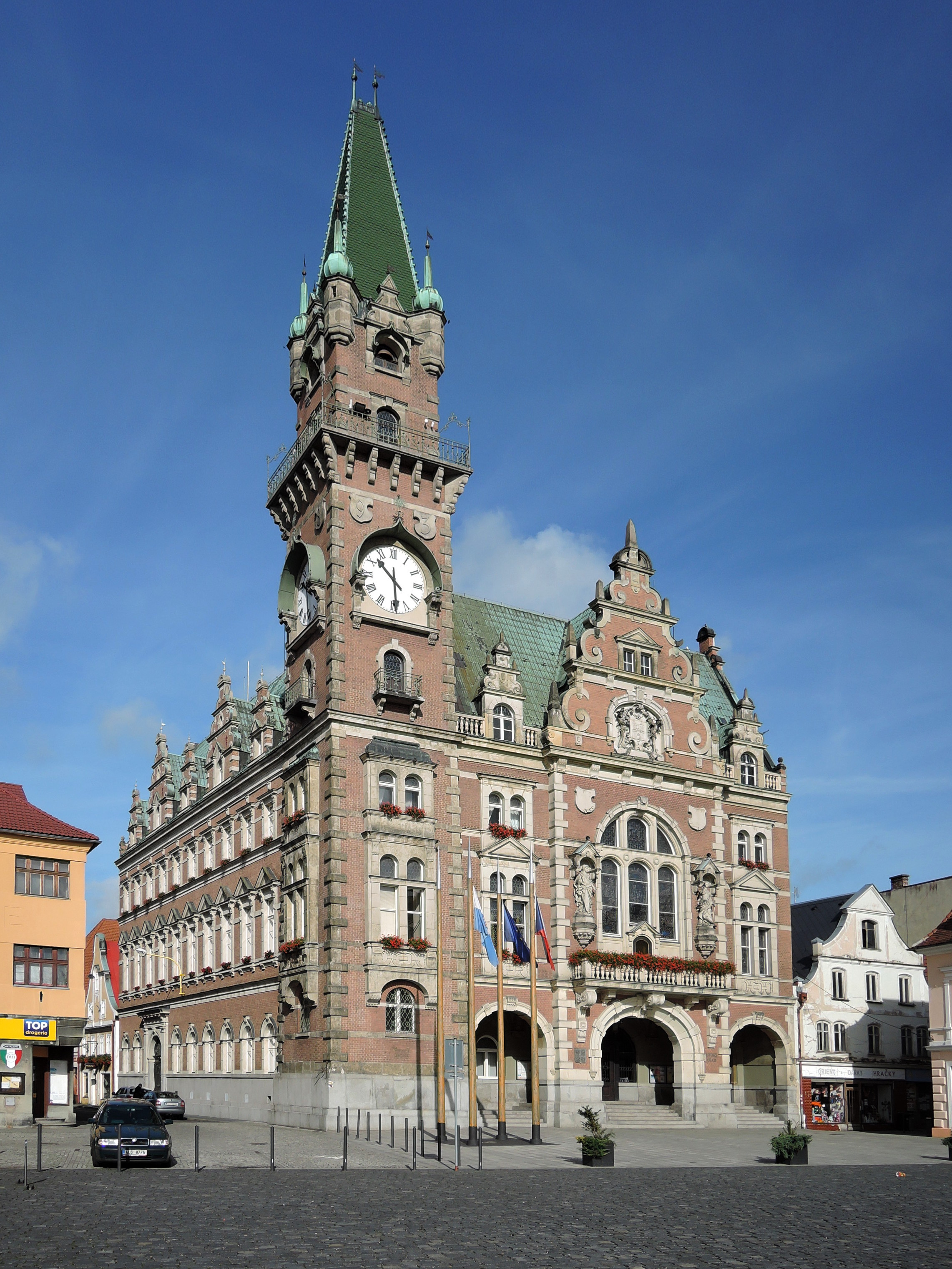
Dominantou Frýdlantu je radnice na náměstí

Poznámka: Města jsou vyznačena tučně.
- Bílý Potok
- Bulovka
- Černousy
- Dětřichov
- Dolní Řasnice
- Frýdlant
- Habartice
- Hejnice
- Heřmanice
- Horní Řasnice
- Jindřichovice pod Smrkem
- Krásný Les
- Kunratice
- Lázně Libverda
- Nové Město pod Smrkem
- Pertoltice
- Raspenava
- Višňová

## Obyvatelstvo
| Rok  | Obyv.  | ± %     |
| ---- | ------ | ------- |
| 1869 | 39 840 | —       |
| 1880 | 40 926 | +2,7 %  |
| 1890 | 42 325 | +3,4 %  |
| 1900 | 46 697 | +10,3 % |
| 1910 | 47 492 | +1,7 %  |

| Rok  | Obyv.  | ± %     |
| ---- | ------ | ------- |
| 1921 | 41 066 | −13,5 % |
| 1930 | 39 800 | −3,1 %  |
| 1950 | 23 553 | −40,8 % |
| 1961 | 24 726 | +5 %    |
| 1970 | 23 773 | −3,9 %  |

| Rok  | Obyv.  | ± %    |
| ---- | ------ | ------ |
| 1980 | 24 414 | +2,7 % |
| 1991 | 23 555 | −3,5 % |
| 2001 | 24 285 | +3,1 % |
| 2011 | 24 124 | −0,7 % |
| 2021 | 23 696 | −1,8 % |